# Bastón

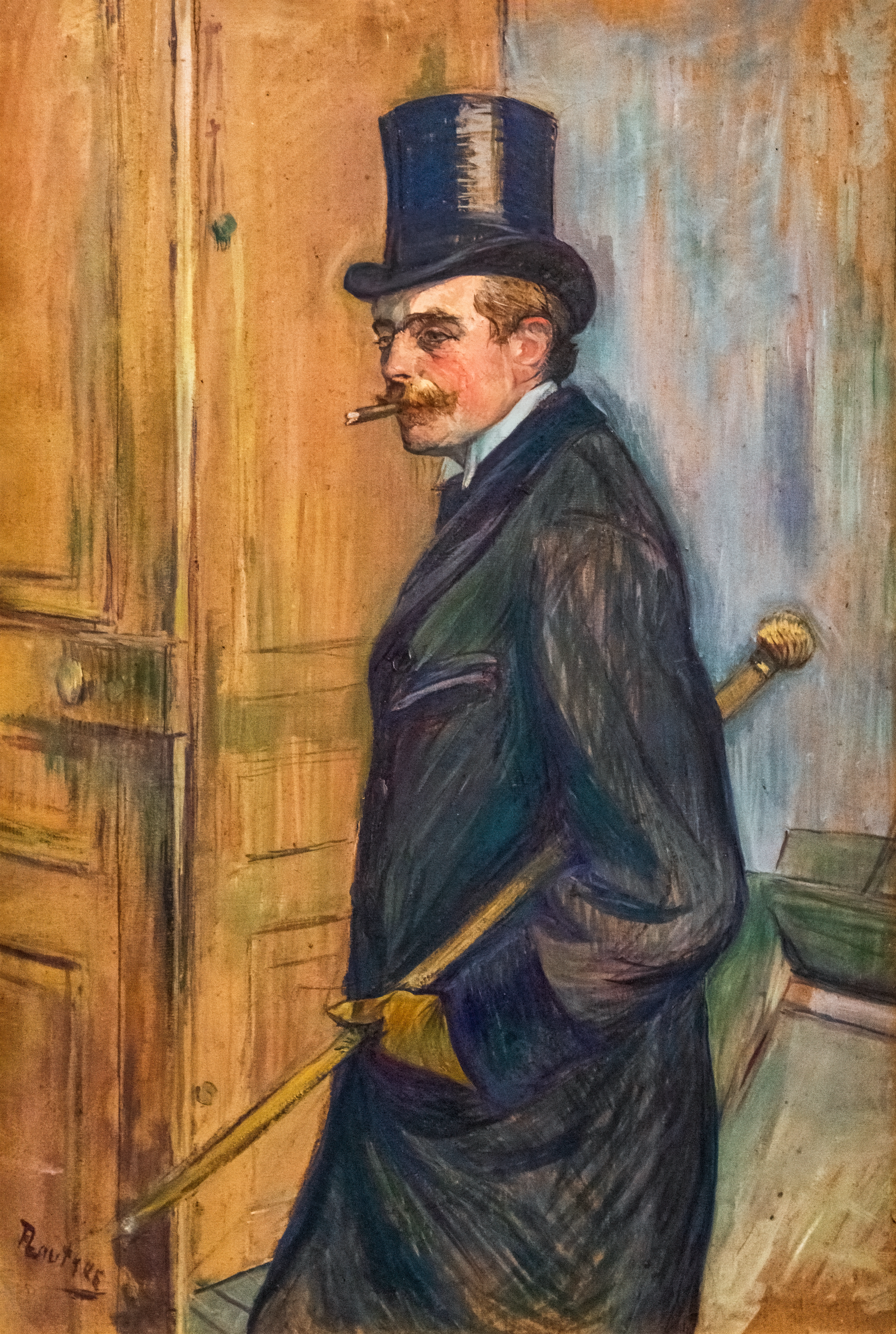
Retrato de hombre con bastón, 1893. Durante todo el y hasta la Primera Guerra Mundial el bastón de paseo fue en Occidente un complemento imprescindible del atuendo de caballero.

El bastón es una especie de vara hecha de madera (aunque también de otros materiales) que se lleva en la mano para apoyarse en él y mantener el equilibrio. 
También puede utilizarse como simple adorno, insignia de mando o signo de dignidad. En este caso, pueden fabricarse de marfil, plata, oro, etc. Así ocurre con los mandos, sobre todo, en el ámbito militar.

## Historia
Entre los babilonios nadie salía de casa sin llevar un bastón en la mano muy bien trabajado, al remate del cual había figurada una granada, una rosa u otro objeto simbólico con el que se distinguía la calidad de la persona que le llevaba. En la Sagrada Escritura hay también ejemplos de lo mismo, y Homero, sin hablar de coronas ni de diademas, no se olvida del cetro o bastón de distinción.
En Egipto se celebraba en el equinoccio del otoño una fiesta que llamaban de los bastones o palos. Venía a ser una especie de combate con pértigas y palos.
Cuando un pueblo o un soberano elegía un oficial para representarle en el mando de los ejércitos, en alguna embajada o en la administración de justicia, este nombramiento se hacía por la entrega de una sortija o anillo o de un bastón que era el distintivo de su dignidad. Los principales magistrados romanos llevaban estos bastones: el del cónsul era de marfil, y el del pretor de oro.
Los monarcas franceses llevaban antes el cetro en una mano y el bastón en la otra. El bastón, de unos ocho pies de alto, estaba cubierto de una lámina de oro al que se sustituyó la mano de justicia al principio del siglo IV.

### Antigua Grecia

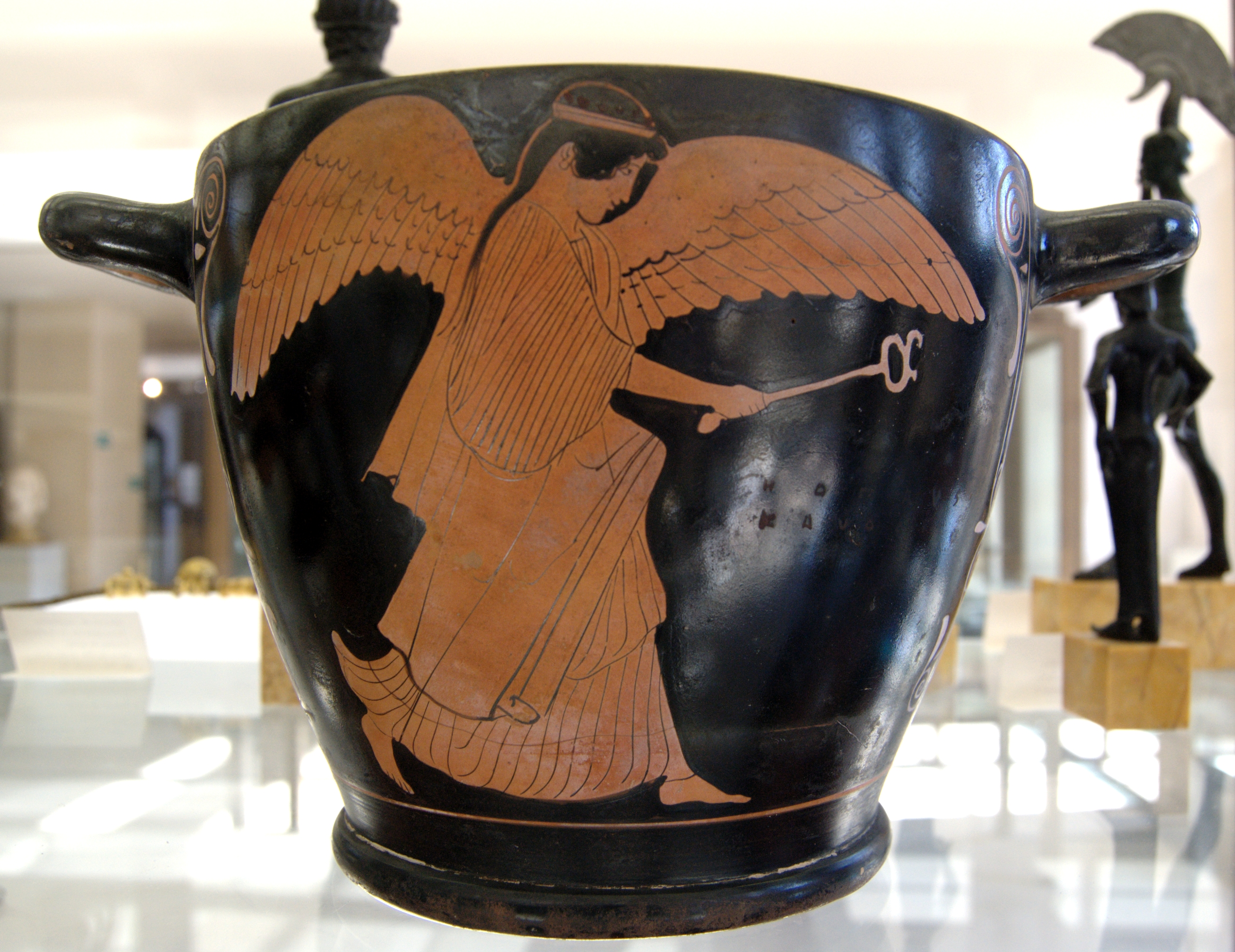
Figura griega con caduceo

Los lacedemonios daban el nombre de skytale al bastón que llevaban sus generales: el de los embajadores se llamaba caduceo.
La skytale entre los griegos servía también al jefe del ejército para descifrar las órdenes de su república. Era una especie de cifra o llave que entregaban los éforos o magistrados de la república al general que enviaban a alguna expedición, quedándose con otra igual, por medio de las que se daban mutuamente avisos, sin que nadie sino ellos los pudiese entender.
Los cantores que corrían Grecia repitiendo los poemas de Homero fueron llamados rapsodi porque llevaban un bastón colorado cantando la Ilíada y uno de amarillo cuando cantaban la Odisea.
Los filósofos griegos y romanos, particularmente los cínicos, llevaban un bastón nudoso y unas alforjas, siendo estas dos cosas los distintivos de su secta.

### Antigua Roma

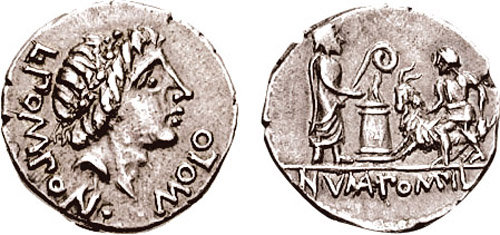
Denario mostrando a Numa Pompilio con el lituus frente al altar

En tiempos de los romanos, el bastón era cierta insignia que los emperadores daban a los gladiadores viejos que habían sido muchas veces vencedores en los combates de circo. Otros bastones en Roma fueron:
- Bastón augural o lituus. Bastón en forma de cayado, distintivo de los augures, quienes se servían de él para dividir las regiones del cielo cuando se ponían a observar.
- Bastón pastoral. Bastón largo y nudoso, también con forma de cayado, con que se representaban los faunos y otras divinidades de los bosques.[1]

Cuando un general romano volvía triunfante de alguna expedición traía el bastón adornado con hojas de laurel.

## Uso como arma
Como arma podemos mencionar el bastón de combate, el jō japonés o las porras generalmente usadas por la policía.

## Partes del bastón
Los bastones constan generalmente de tres partes; empuñadura, eje o cuerpo y contera o regatón. Las empuñaduras están hechas de los materiales más diversos (incluso materiales preciosos), y pueden ser esféricas, en L,J y U invertidas, o en T. El cuerpo del bastón puede ser de madera, diferentes metales, o incluso fibra de carbono. Y la contera ha de ser de un material con alto coeficiente de rozamiento para incrementar la fijación al suelo, por ello suelen ser de caucho EPDM, o TPU.

## Bastón para personas mayores o con discapacidad
El bastón facilita la detección de obstáculos y el rastreo, actuando como una prolongación del propio individuo. Se ha de regular a la altura correcta (que debe ser la de la altura de la muñeca en reposo) y se utiliza como apoyo en la pierna contralateral a la dañada. Puede tener ciertas características, como el ser regulable y plegable, el ser cuatripode (con cuatro patas, para una mayor estabilidad), servir puntualmente de asiento.
Hay diversas técnicas para utilizar el bastón:
- Técnica de Hoover: es la técnica más habitual, segura e independiente, consistente en mover de forma rítmica el bastón delante del cuerpo para poder detectar los posibles obstáculos de la zona por la que la persona usuaria camina.
- Técnica de toque: esta técnica aporta mayor seguridad en zonas abruptas. Se toma el bastón (preferiblemente rígido), por la empuñadura, y se dan varios toques en forma de picado al suelo.
- Técnica de subir y bajar escaleras: el individuo se coloca a la derecha de la escalera y, con la puntera del bastón, irá midiendo la altura y anchura del escalón.

## Galería

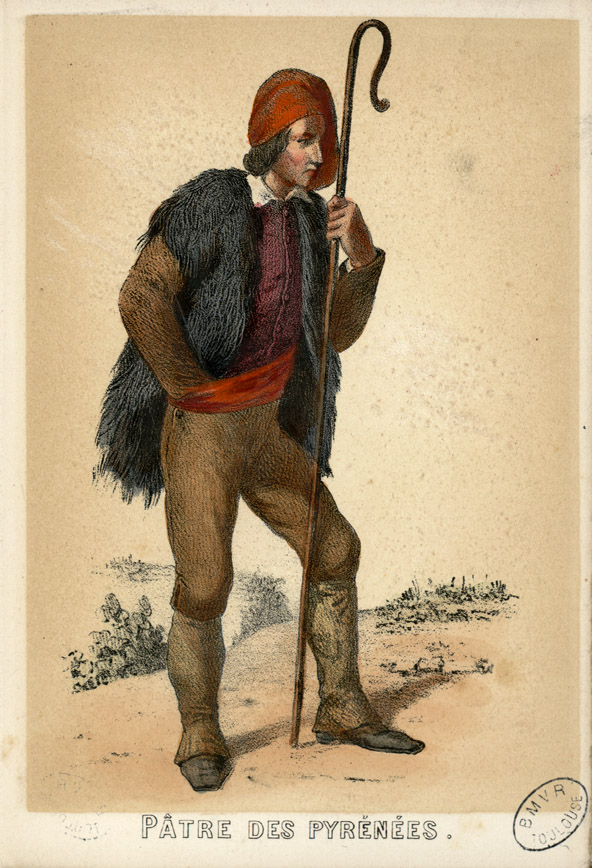
Bastón de pastor
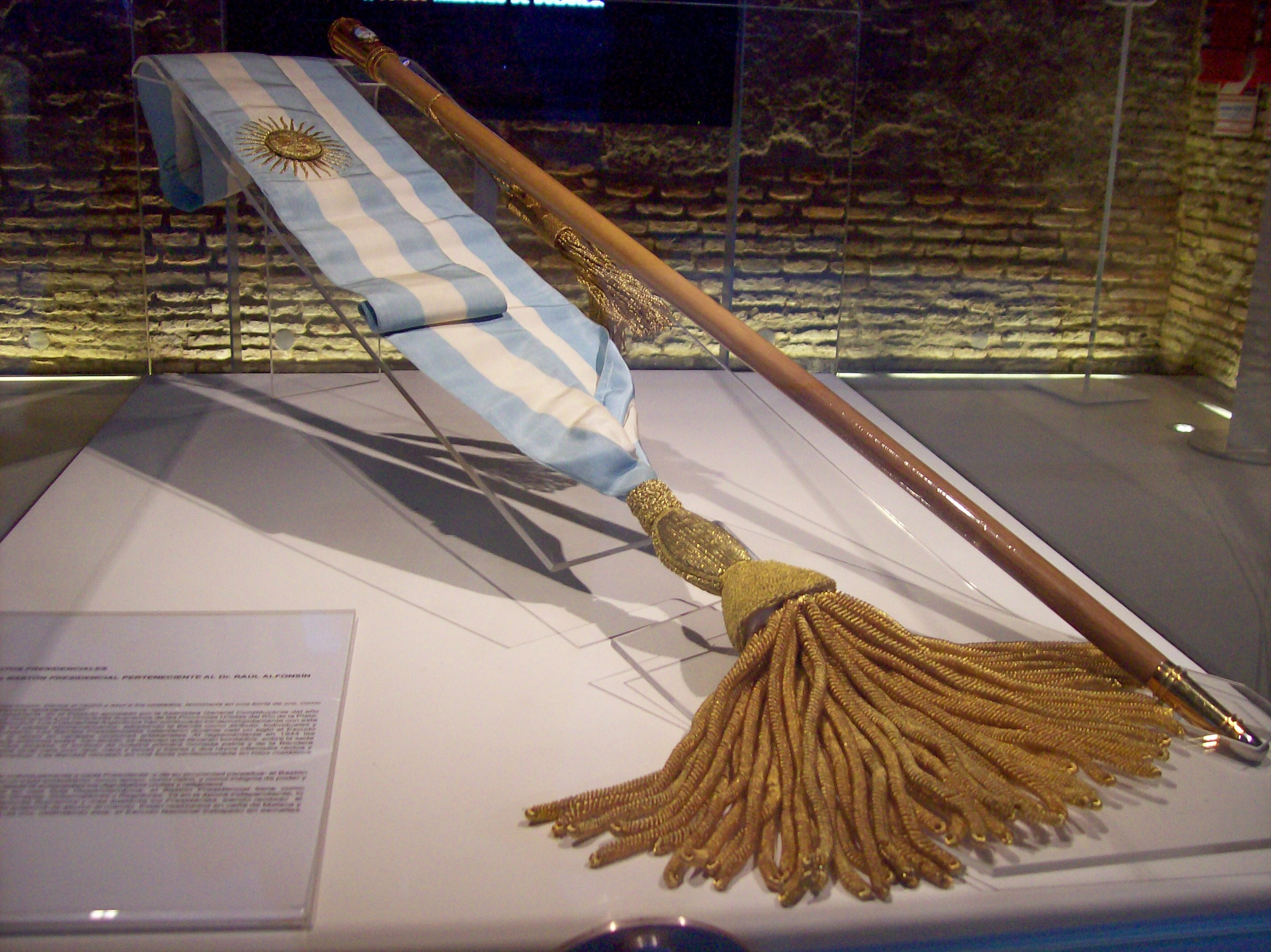
Bastón de dignidad de Raúl Alfonsín
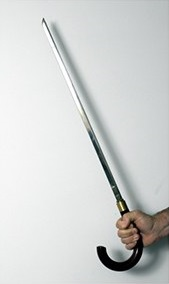
Bastón con espada
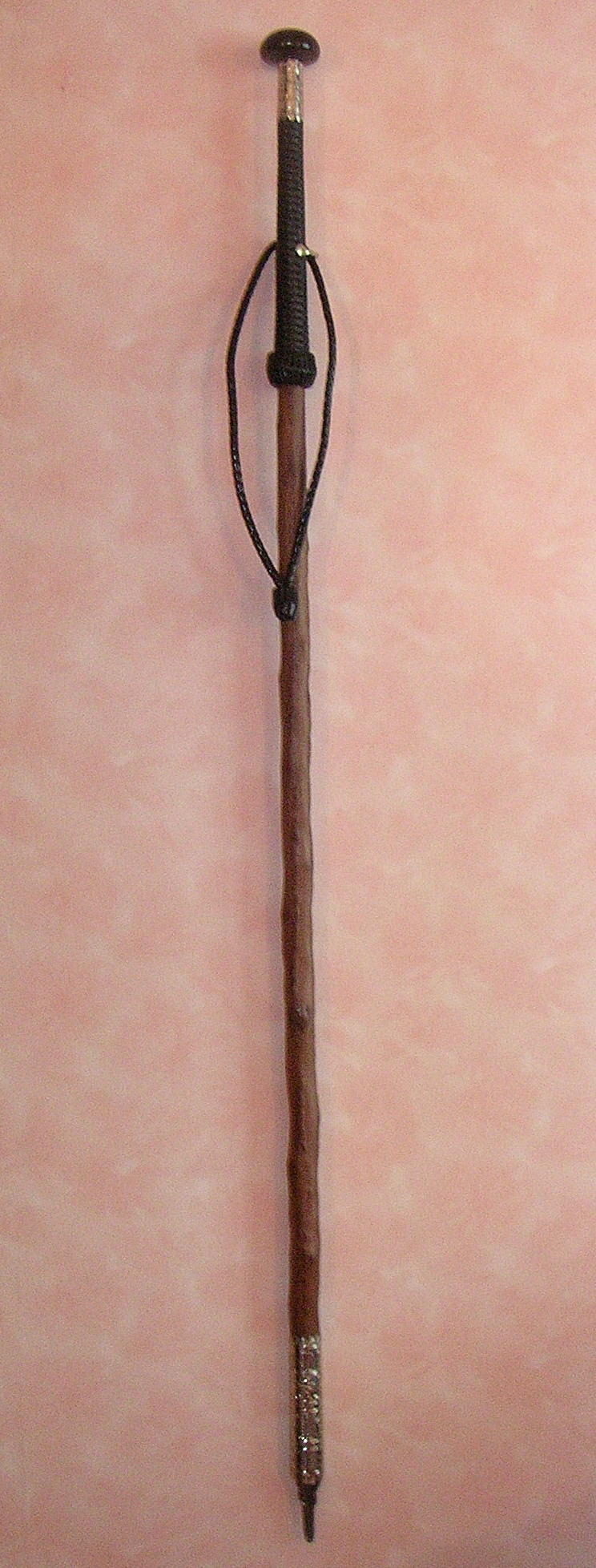
Makila
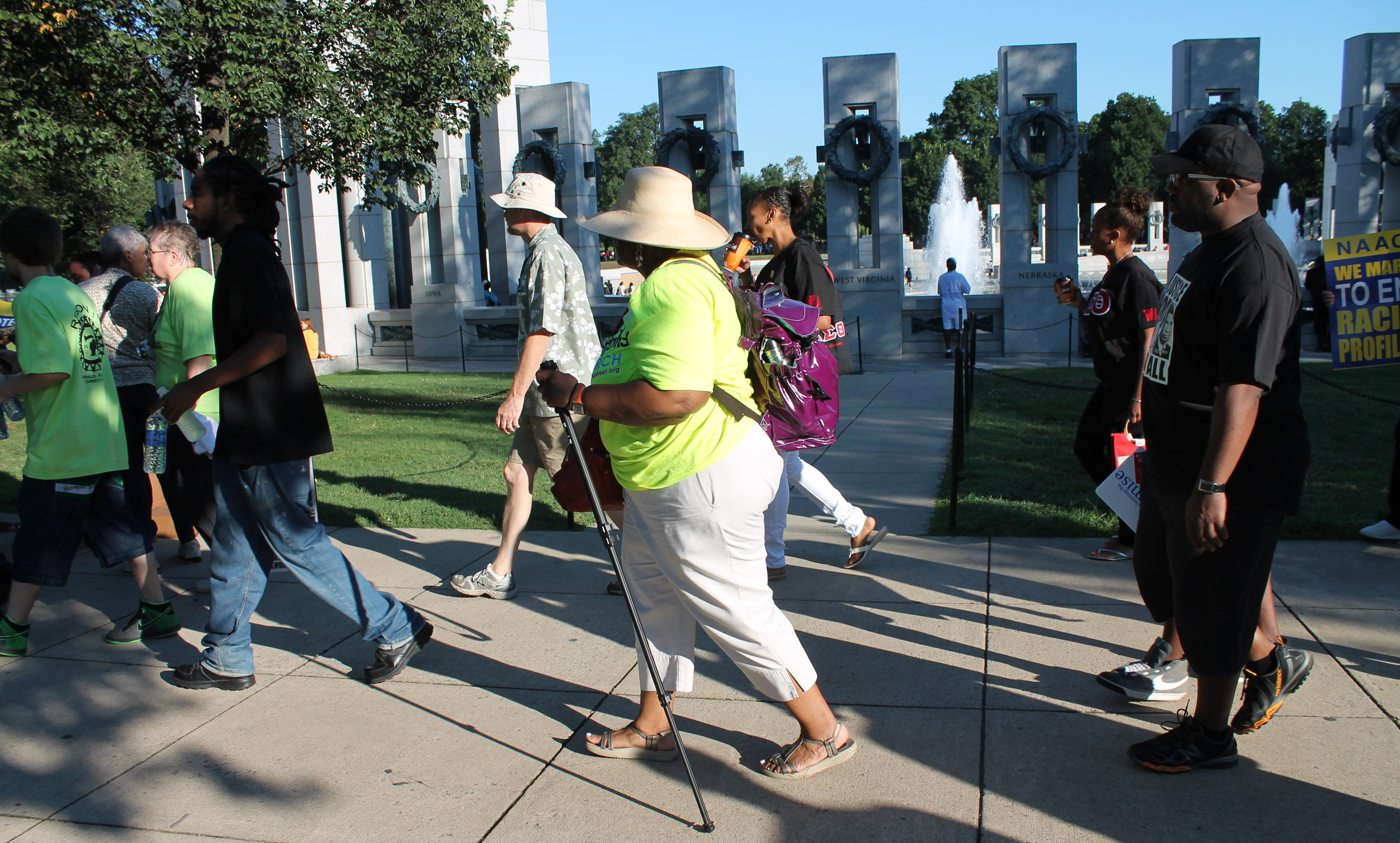
Bastón de caminata
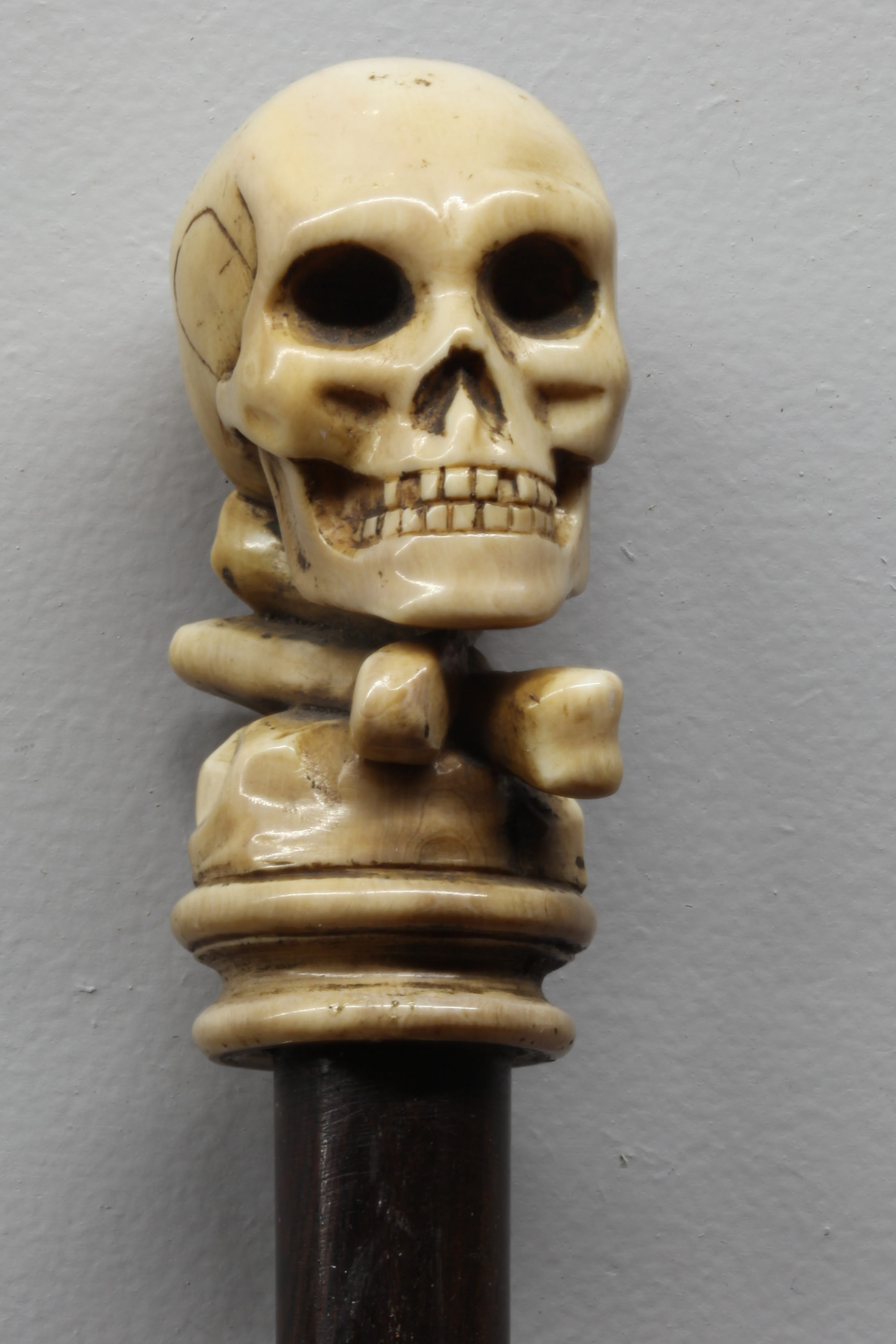
Empuñadura de un bastón masón